# The Delta Saints
The Delta Saints sind eine Blues-Rock-Band aus Nashville, Tennessee. Sie selbst bezeichnen ihre Musik als „Bourbon-getränkten Bayou-Rock“ und „Cosmic Voodoo Rock'n'Roll“.

## Geschichte

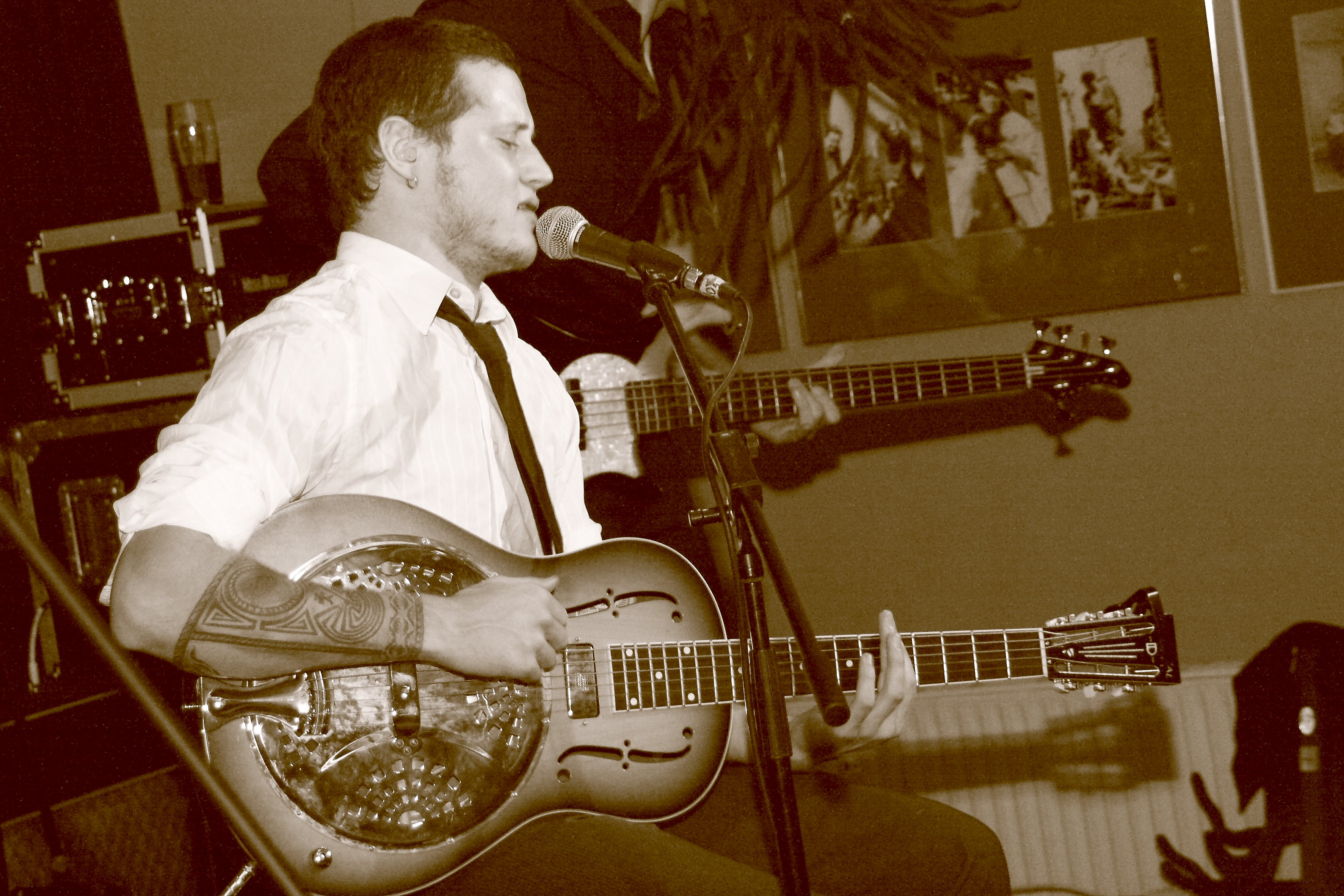
Ben Ringel

Die Band wurde 2007 gegründet, nachdem sich die Musiker auf dem College kennengelernt hatten. Sie begannen mit dem Musikmachen als reine Liveband ohne die Absicht, ihre Musik zu veröffentlichen. Doch ihre Qualitäten sprachen sich in der Stadt herum und so kam es zur Veröffentlichung ihrer ersten unabhängig produzierten EPs Pray On 2009 und A Bird Called Angola 2010. Im Anschluss daran folgte eine erfolgreiche internationale Tour mit über 150 Konzerten im Jahr, die auch einen Auftritt im Rockpalast des WDR beinhaltete. Angeregt durch den hiermit verbundenen Anstieg der Popularität der Delta Saints wurden die beiden EPs 2011 von dem auf Roots Rock und Americana spezialisierten Label DixieFrog für den europäischen Markt noch einmal zusammengefasst auf einer CD veröffentlicht. Eine DVD mit der Aufzeichnung ihres Rockpalast-Konzertes folgte im Jahr 2012.
Die erste wirkliche Veröffentlichung der Band in üblicher CD-Länge mit dem Titel Death Letter Jubilee wurde mit Hilfe der Crowdfunding-Plattform Kickstarter finanziert und erschien im Februar 2013. Die erfolgreiche Finanzierung des Albums durch die Fans empfand Ben Ringel als durchweg positive Erfahrung.

## Rezeption und Musikstil
Andreas Schiffman schreibt auf musikreviews.de, die Musik der „jungen Männer klinge[n] positiv alt, vor allem während der Singer-Songwriter- und Blues-Momente … “. Sie ist eine modernisierte und druckvolle Mischung aus Delta Blues, Swamp Rock und Southern Rock, der mit einem Schuss Funk und Gospel ergänzt wird. Musikalisch geprägt ist der Stil der Band dabei von Ben Ringels Resonatorgitarre und sein gelegentliches Slide-Spiel sowie durch seinen Gesang und die Mundharmonika von Greg Hommert. Ihr Stil mit seinen stampfenden Rhythmen und satten Gitarrenriffs wurde verglichen mit Led Zeppelin, den Allman Brothers oder The Black Crowes.

## Diskografie
- 2009: Pray On
- 2010: A Bird Called Angola
- 2011: The Delta Saints (DixieFrog; Wiederveröffentlichung für den europäischen Markt)
- 2012: Rockpalast „Live from Bonn, Germany“
- 2013: Death Letter Jubilee (DixieFrog)
- 2014: Live at Exit / In
- 2015: Bones (earMUSIC)
- 2017: Monte Vista
- 2018: Live from the AB